# Zolmitryptan
Zolmitryptan (zolmitriptanum) – organiczny związek chemiczny z grupy pochodnych tryptaminy. Selektywny agonista receptora serotoninowego (5HT1), stosowany jako lek przeciwmigrenowy.

## Mechanizm działania
Zolmitryptan jest selektywnym agonistą naczyniowych receptorów 5HT1B/1D, odpowiedzialnych za skurcz naczyń. Wykazuje bardzo duże powinowactwo do wymienionych receptorów oraz umiarkowane do receptora 5HT1A. Nie wykazuje natomiast aktywności wobec innych podtypów receptorów 5HT (5HT2, 5HT3, 5HT4) oraz wobec receptorów andrenergicznych, histaminowych, muskarynowych i dopaminergicznych.
Jak się obecnie uważa, przyczyną występowania migrenowych bólów głowy jest miejscowe rozszerzanie się czaszkowych naczyń krwionośnych oraz wydzielanie przez zakończenia nerwu trójdzielnego specyficznych neuroprzekaźników.
Zolmitryptan powoduje skurcz naczyń tętniczych szyjnych oraz hamuje ośrodkową i obwodową czynność nerwu trójdzielnego poprzez ograniczenie uwalniania CGRP (peptyd związany z genem kalcytoniny, ang. calcitonin gene-related peptide), peptydu VIP (naczynioaktywny peptyd jelitowy, ang. vasoactive intestinal peptide) oraz substancji P.
Zolmitryptan zmniejsza lub eliminuje ból głowy, nudności/wymioty, światło- i dźwiękowstręt oraz inne objawy występujące w czasie napadu. Zolmitryptan podany w czasie aury nie zapobiega napadowi migreny.

## Farmakokinetyka[8]
Zolmitryptan podany doustnie wchłania się średnio dobrze (ok. 60%) i po ok. godzinie osiąga 75% maksymalnego stężenia w surowicy. Pokarm nie ma wpływu na wchłanianie zolmitryptanu. Stężenie maksymalnie utrzymuje się, od momentu jego osiągnięcia, przez 4–6 godzin.
Lek metabolizowany jest w wątrobie, a metabolity wydalane są w większości razem z moczem (ok. 60%). Jeden z metabolitów, pochodna N-demetylowa, ma również działanie przeciwmigrenowe, około 6-krotnie większe niż sam zolmitryptan. Sądzi się, że to właśnie ten metabolit odpowiada w dużej mierze za skuteczność leku.

## Wskazania
Napady migrenowe poprzedzone aurą, bez niej oraz migrena związana z miesiączką. Lek mogą zażywać tylko osoby, u których lekarz-specjalista stwierdził występowanie migreny. Leku nie stosuje się w profilaktyce napadów migreny.

## Przeciwwskazania
- nadwrażliwość na substancję czynną lub którykolwiek składnik preparatu
- ciężkie i umiarkowane nadciśnienie tętnicze[10]
- zawał serca, choroba niedokrwienna serca, dławica Prinzmetala, choroby naczyń obwodowych,
- jednoczesne stosowanie z ergotaminą lub jej pochodnymi oraz z innymi lekami z grupy antagonistów receptorów 5HT1B/1D
- objawowy zespół Wolffa-Parkinsona-White’a
- zaburzenia rytmu serca
- migreny: porażenna, podstawna i oczna

## Interakcje
Zażywanie zolmitryptanu i ergotaminy może powodować skurcz naczyń wieńcowych. Nie należy więc zażywać tych dwóch substancji jednocześnie. Przy jednoczesnym stosowaniu inhibitorów MAO, cymetydyny, inhibitorów cytochromu P-450, dobowa dawka zolmitryptanu nie powinna przekraczać 5 mg. Podawanie łączne z SSRI (selektywne inhibitory zwrotnego wychwytu serotoniny) może powodować wystąpienie zespołu serotoninowego. Nie stosować zolmitryptanu łącznie z preparatami zawierającymi ziele lub wyciąg z dziurawca.

## Działania niepożądane
Objawy uboczne występujące często obejmują:
- suchość w jamie ustnej,
- nudności,
- zawroty głowy,
- uczucie gorąca,
- zaburzenia w odczuwaniu bodźców dotykowych,
- parestezje,
- osłabienie,
- senność,
- osłabienie i bóle mięśni,
- ucisk w okolicy szyi, kończyn i w klatce piersiowej.

Działania występujące rzadko:
- tachykardia,
- kołatanie serca,
- wysypek,
- obrzęków,
- bóle głowy.

Działania występujące bardzo rzadko:
- zawał serca,
- skurcz naczyń wieńcowych,
- niedokrwienie serca,
- wzrost ciśnienia tętniczego[11],
- wielomocz,
- bolesne parcie na pęcherz,
- częstomocz.

## Inne zastosowania
Trwają badania nad zastosowaniem zolmitryptanu w leczeniu klasterowych bólów głowy. Inne badania kliniczne wskazują na większą skuteczność przeciwmigrenową zolmitryptanu, jeśli jest on podawany w postaci rozdrobnionej lub donosowo.

## Preparaty
- Zomig – AstraZeneca – tabletki powlekane 2,5 mg.
- preparaty dostępne w Polsce:
  - Zolmiles[15]
  - Zolmitriptan STADA[16]